# Považská Bystrica
Považská Bystrica (tysk: Waagbistritz, ungarsk: Vágbeszterce) er en by i det nordvestlige Slovakiet. Byen har et areal på 90,6 km² og en befolkning på 37.706(2022) indbyggere.

## Eksterne links
- Officielle hjemmeside

- Wikimedia Commons har flere filer relateret til Považská Bystrica